# Ганглоффземмерн
Ганглоффземмерн (нім. Gangloffsömmern) — громада в Німеччині, розташована в землі Тюрингія. Входить до складу району Земмерда. Складова частина об'єднання громад Штраусфурт.
Площа — 14,58 км2. Населення становить 944 ос. (станом на 31 грудня 2021).